# Tommy Tucker (Eichhörnchen)
Tommy Tucker (* 1942 in Washington, D.C.; † 25. Juni 1949) war ein männliches Grauhörnchen, das in den 1940er Jahren in den Vereinigten Staaten Berühmtheit erlangte. Dem Tier wurden eigens angefertigte Frauenkleider angezogen; eingesetzt wurde es bei Wohltätigkeitsveranstaltungen und als Werbefigur beim Verkauf von Kriegsanleihen. Die Washington Post bezeichnete Tommy Tucker als das „berühmteste Eichhörnchen, das je aus Washington kam“ (‘the most famous squirrel ever to come from Washington’).

## Geschichte
Das Grauhörnchen fiel als Jungtier 1942 in Washington, D.C. aus seinem Nest. Ein Mädchen nahm das Tier mit nach Hause und päppelte es auf. Als sie umzog, gab sie das Grauhörnchen ihrer Nachbarin Zaidee Bullis, die ihm den Namen Tommy Tucker gab, wahrscheinlich angelehnt an den alten Kinderreim „Little Tommy Tucker“.
Zaidee Bullis nähte für das Tier Kleider für verschiedene Anlässe. Da Hosen wegen des buschigen Schwanzes Schwierigkeiten beim An- und Ausziehen bereitet hätten, wählte sie Frauenkleider. Ausgewachsen erreichte das Tier eine Größe von 36 Zentimetern, der Schwanz war 28 Zentimeter lang. Das Gewicht des zweijährigen Grauhörnchens betrug 680 Gramm.
1943 begann das Ehepaar Bullis, mit Tommy Tucker auf Wohltätigkeitsveranstaltungen aufzutreten und Kinder in Krankenhäusern zu besuchen. Das Grauhörnchen warb auch für den Erwerb von Kriegsanleihen. 1944 erschien im Life-Magazin ein Bericht über Tommy Tucker mit Fotos von Nina Leen, der ihn in verschiedenen Bekleidungen zeigte. Wenig später hatte der Tommy Tucker Club, der Kindern den achtsamen Umgang mit Tieren nahebringen wollte, bereits 30.000 Mitglieder. 1947 erschien eine „Autobiografie“ des Hörnchens, wahrscheinlich geschrieben von Zaidee Bullis.
Nach dem Zweiten Weltkrieg ließ Tommy Tuckers Popularität nach. Dennoch reiste er weiterhin mit dem Ehepaar Bullis, zeitweise im eigenen Anhänger. Am 25. Juni 1949 wurde er bei einer Fahrt im Südwesten der USA in seinem Anhänger tot aufgefunden. Man nahm an, er sei durch sein hohes Alter bedingt an einem Herzinfarkt gestorben.
Tommy Tucker wurde ausgestopft und sollte in einem Museum ausgestellt werden, was jedoch nicht geschah. Angeblich steht er heute in einer Anwaltskanzlei in Maryland; die Kleider und Fanartikel befinden sich in der Smithsonian Institution in Washington, D.C.